# 吕贝克
吕贝克（德語：Lübeck），全称漢薩城呂貝克 （Hansestadt Lübeck），位于德国北部波羅的海沿岸，是石勒苏益格-荷尔施泰因州第二大城市，次於州首府基爾。历史上曾是汉萨同盟的“首都”。1987年，“汉萨同盟城市吕贝克”經联合国教科文组织列为世界文化遗产，是歐洲北部第一個入选世界文化遺產的城市。
吕贝克坐落于特拉沃河入呂貝克灣的河口上，是德国在波罗的海第二大的港口，次於漢薩城羅斯托克。 它是德國第 36 大城市。呂貝克歷史悠久的舊城區位於一座建築密集的島嶼上，被特拉沃河和 易北河-呂貝克運河围绕起来，是德國規模最大的聯合國教科文組織世界遺產。 
博物館有 18 座，其中包括歐洲漢莎博物館、呂貝克港口博物館。 Niederegger Marzipan博物館則展示著名的特產——呂貝克杏仁糖。特拉沃河口位於波羅的海西南岸，濱海的特拉弗明德及鄰近的海濱度假勝地寧多夫、蒂門多弗施特蘭德、沙爾博伊茨、哈夫克魯格、錫爾克斯多夫和格勒米茨是遊客最多的旅遊勝地。
呂貝克火車站位於 Vogelfluglinie 鐵路線上。透過未來預計2026年營運的費馬恩海峽連接路，世界上最長的沉管隧道，連接歐洲大陸德國漢堡和斯堪的納維亞半島丹麥哥本哈根之間。呂貝克港是繼羅斯托克港之後德國在波羅的海的第二大港口，特拉弗明德的 Skandinavienkai 是德國最重要的渡輪港口，連接斯堪的納維亞半島和波羅的海國家。呂貝克擁有自己的區域機場，位於呂貝克-布蘭肯塞，而呂貝克的主要航空樞紐則是漢堡機場。

## 历史
最初史见于《日耳曼尼亚志》，吕贝克地区在公元700年左右被斯拉夫人占据。当时他们聚居在今天的市中心以外几公里的特拉瓦河沿岸。1143年，绍恩堡和荷尔斯泰因伯爵阿道夫二世在布库岛上建立了城堡，作为日耳曼人的定居点。1158年，萨克森公爵狮子亨利征服他们，打通了波罗的海通道。1226年，神圣罗马帝国皇帝腓特烈二世将该镇提升为帝国自由城市，成为吕贝克自由市。14世纪的吕贝克称为"汉撒同盟的女王"，并一直是这个中世纪的贸易联盟最强大的成员。呂貝克法最終被波羅的海地區約 100 個城市採用。呂貝克得以保留自 1226 年以來的獨立城市地位，直到 1937 年。1533年与丹麦的武装冲突导致了吕贝克实力衰落。

## 建筑
以前，进入吕贝克只能通过四座城门，其中最有名的是荷爾斯登城門。整个老城至今仍保持着中世纪的风貌，城中到处是古老的建筑和狭窄的小巷。
- 圣灵医院
- 大城堡街
- 吕贝克老城（德语：Lübecker Altstadt）

### 教堂
七座教堂的尖顶俯视着吕贝克的中心，其中最古老的是建于13至14世纪的主教大教堂和圣玛丽教堂。
呂貝克擁有 6 座高度超過百公尺的教堂塔，是世界上擁有教堂高塔數量最多的城市。
呂貝克被暱稱為“七塔之城”，其天際線主要由七座塔樓組成，有五座新教主要教堂：聖瑪麗教堂、呂貝克大教堂、聖詹姆斯教堂、聖彼得教堂和聖吉爾斯教堂。呂貝克大教堂建於 1173 年至 1341 年是波羅的海地區第一座大型磚造教堂。建造於 1265 年至 1351 年間的聖瑪麗教堂被認為是漢薩同盟勢力範圍內大多數其他磚砌哥德式教堂的典範。它是繼科隆大教堂（1880 年才超過它）之後第二高的擁有雙主塔的教堂，擁有最高的磚砌拱頂，也是繼蘭休特的聖馬丁教堂之後第二高的磚砌結構建築。

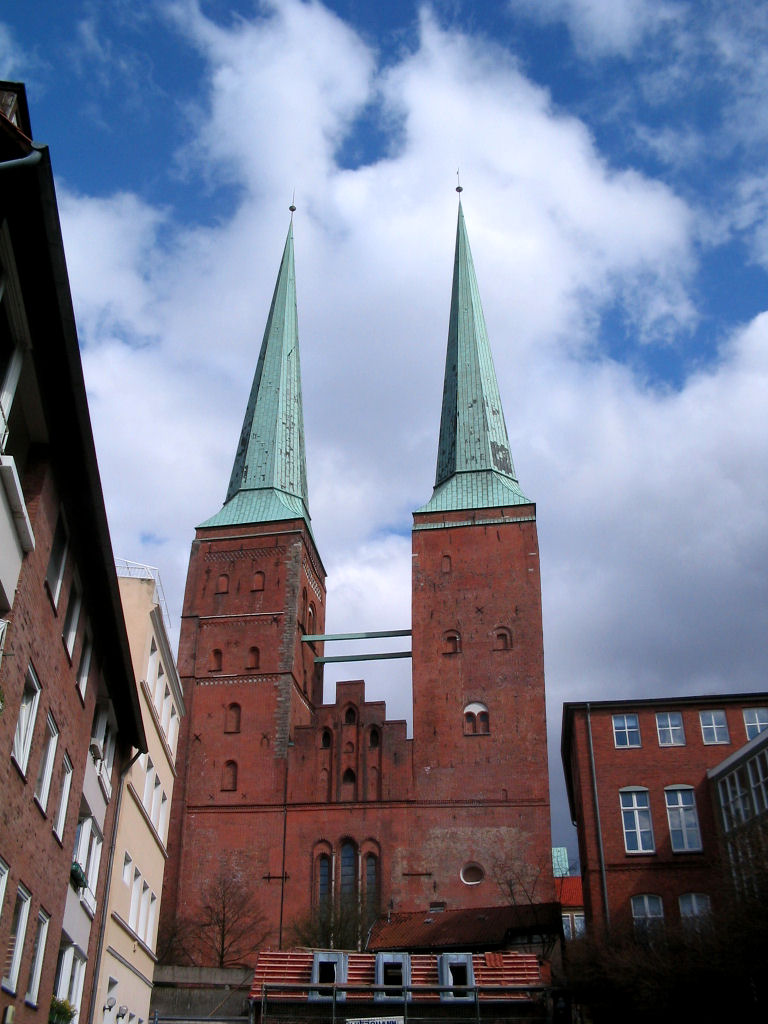
吕贝克主教座堂
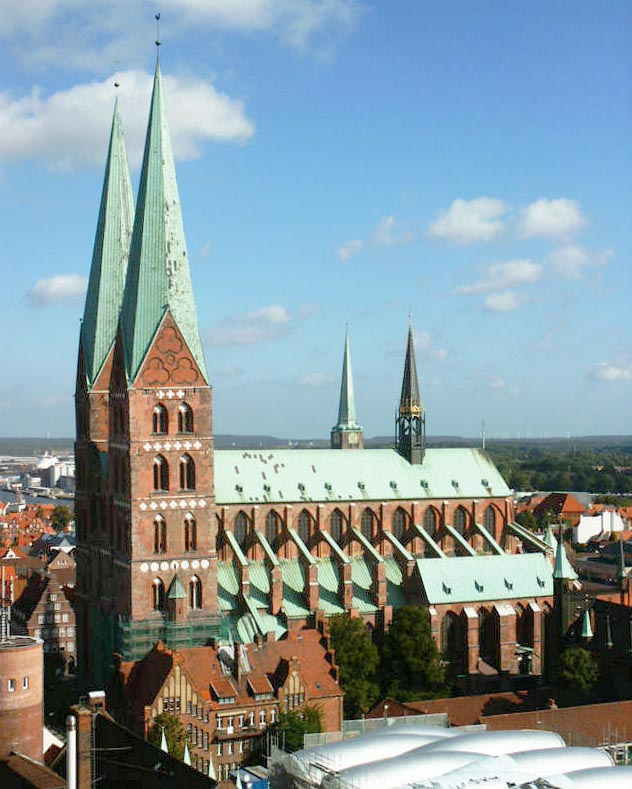
圣马利亚教堂
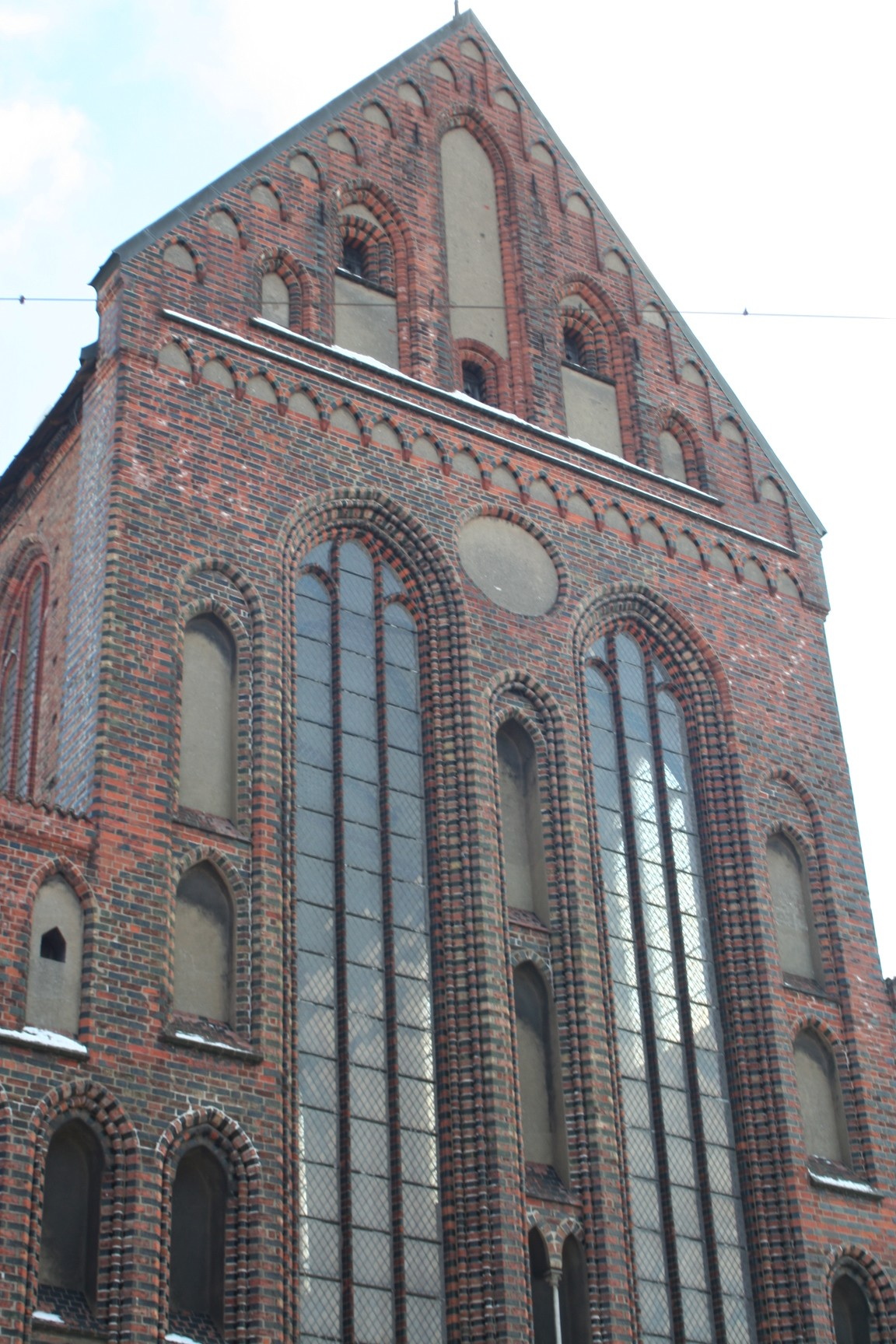
圣凯瑟琳教堂
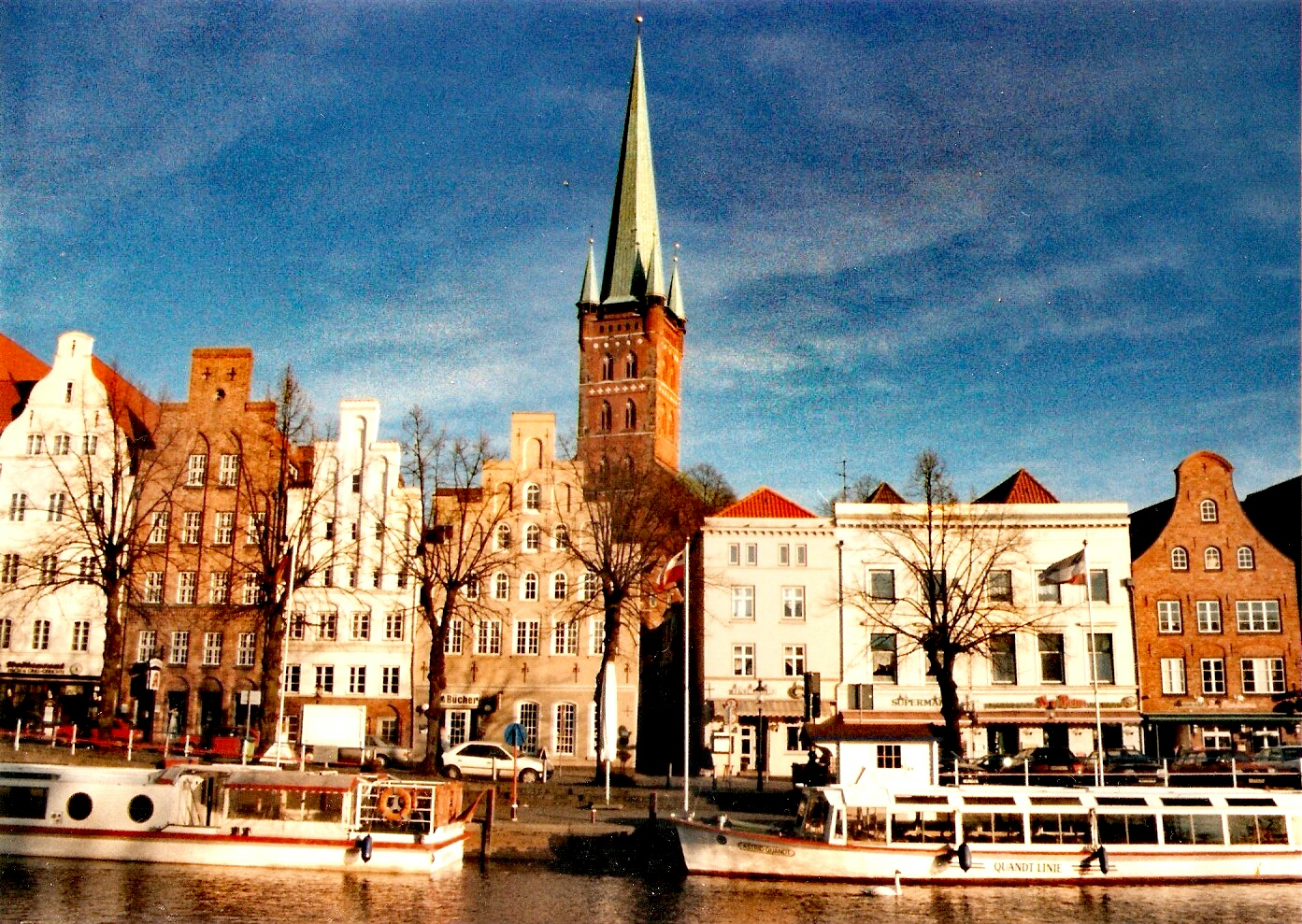
圣彼得教堂
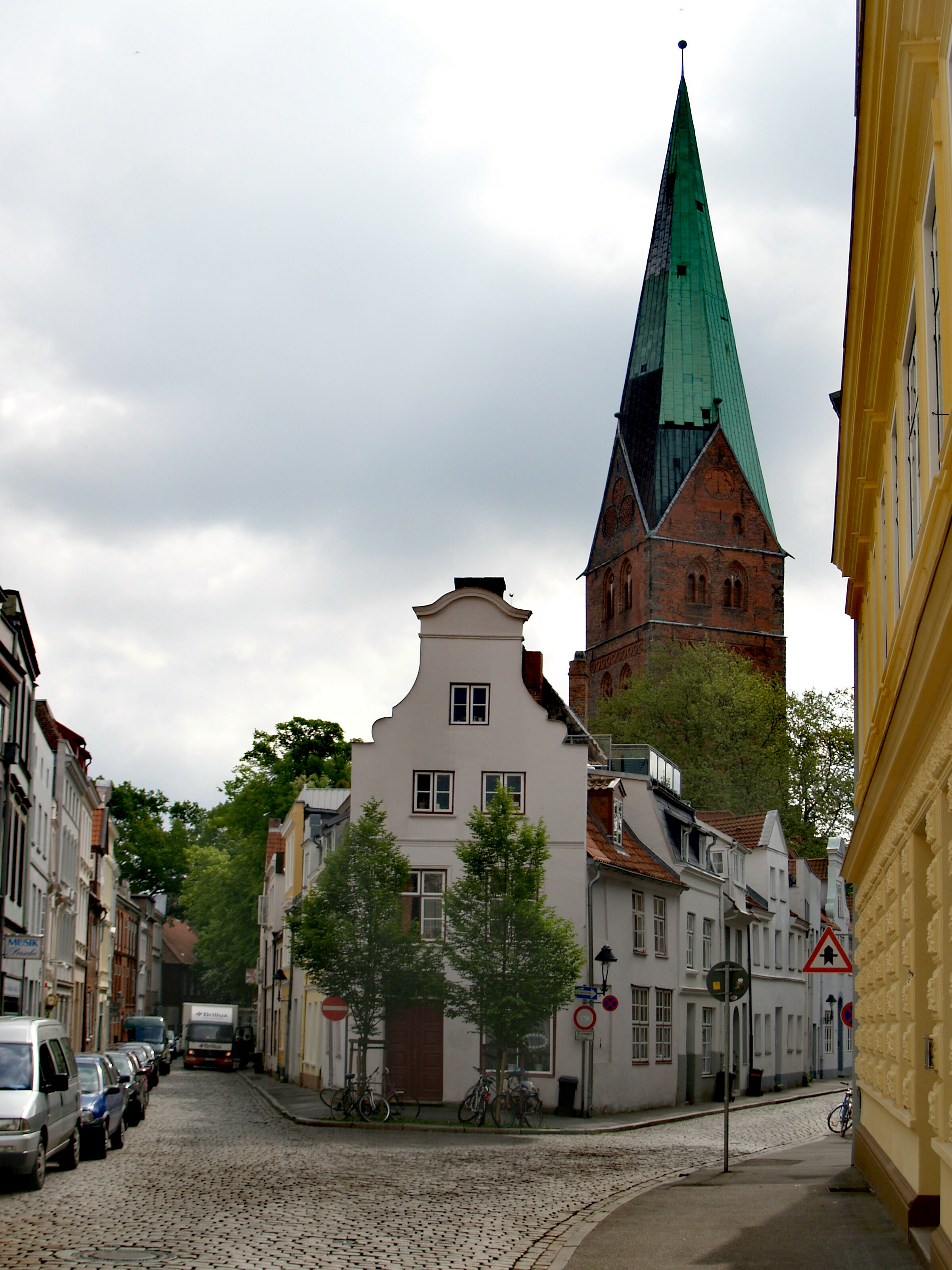
圣阿吉迪教堂
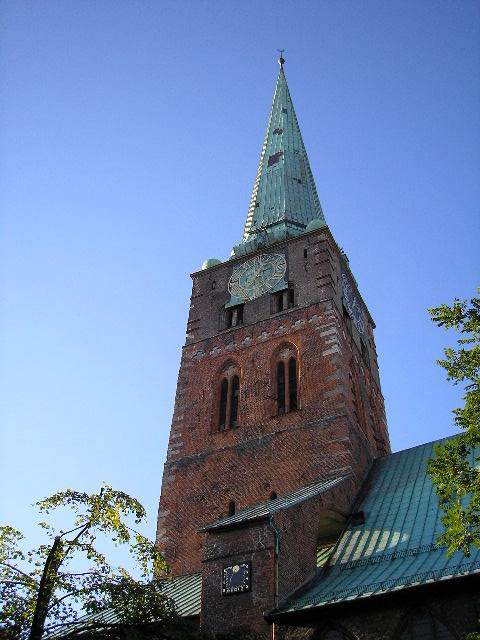
圣雅各教堂
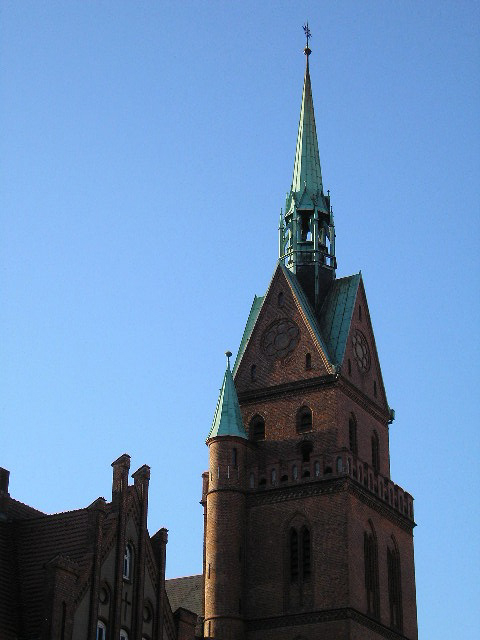
耶稣圣心教堂
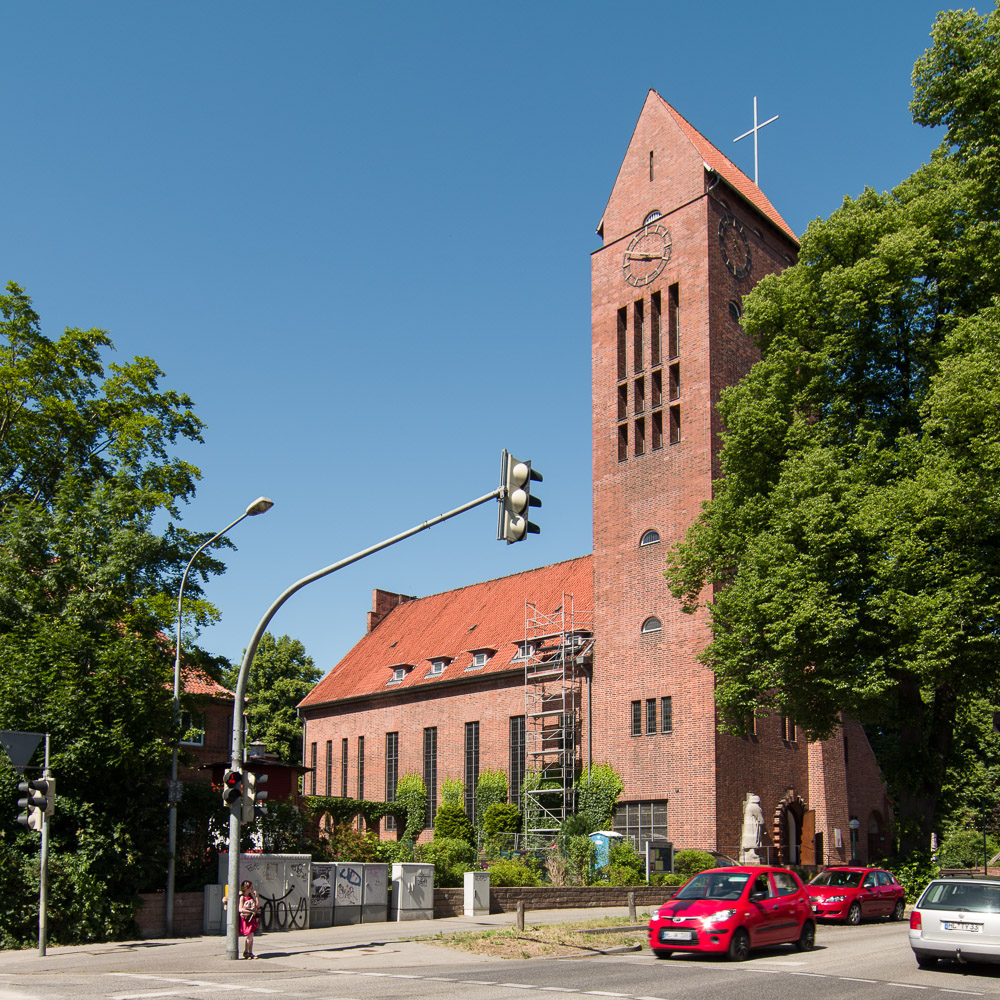
路德教堂

### 博物馆
- 欧洲汉萨博物馆
- 圣亚纳博物馆
- 吕贝克戏剧木偶博物馆

## 文化

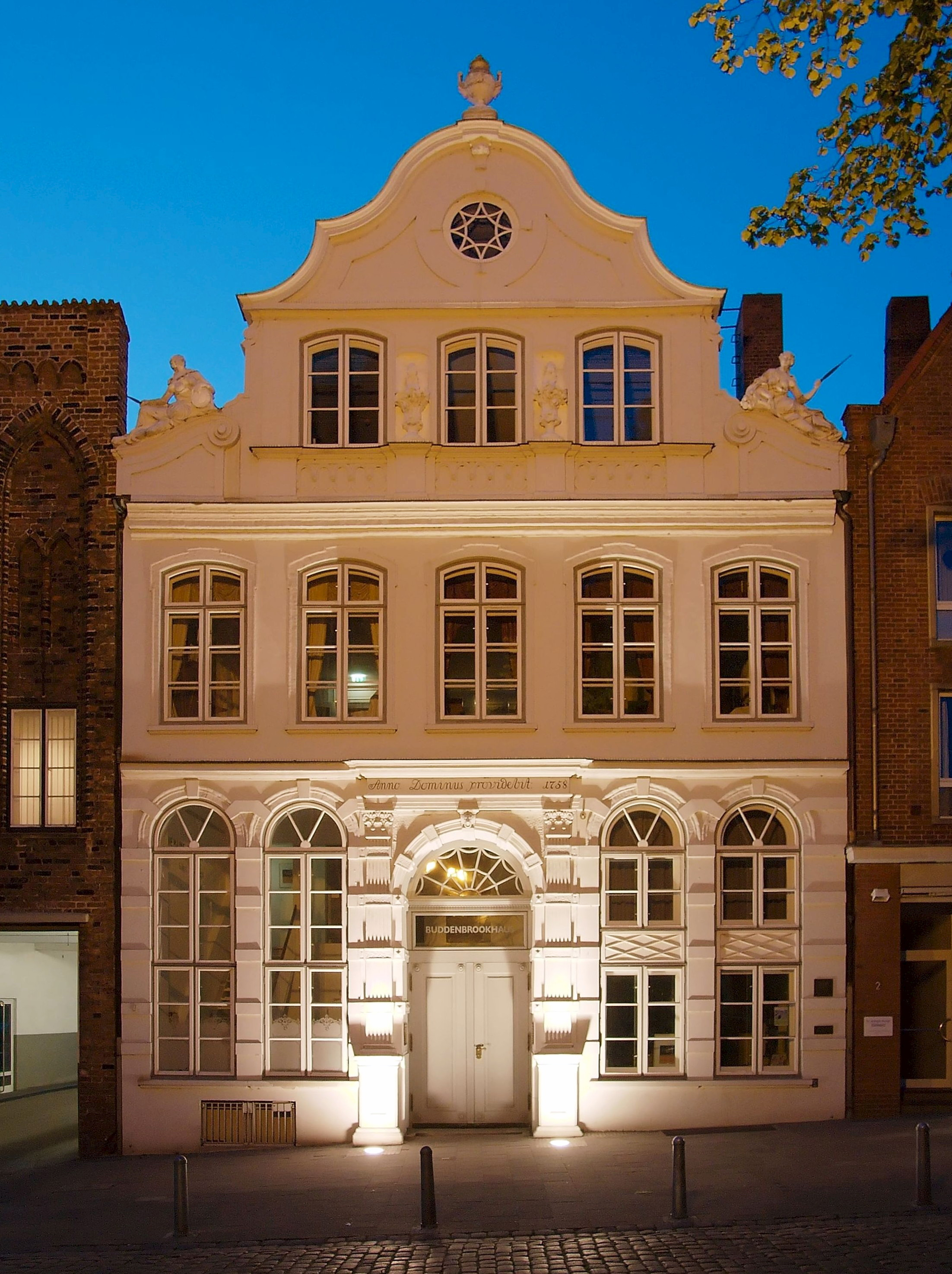
布登布洛克之屋

呂貝克是重要的文化生活城，在這裡產生了諾貝爾文學獎得主托瑪斯·曼與文學家亨利·曼。他們的布登布洛克之屋就在吕贝克舊城中，許多觀光客仍將這裡當作呂貝克的旅遊指引處。漢薩同盟城亦成立托瑪斯·曼獎。其他著名於呂貝克出生的作家如Emanuel Geibel, Otto Anthes與埃里希·米萨姆等。在文學家君特·格拉斯之屋，可以看到他卓越的文學性與藝術性原作。呂貝克亦有埃里希·米萨姆協會，頒發埃里希·米萨姆獎。

## 教育

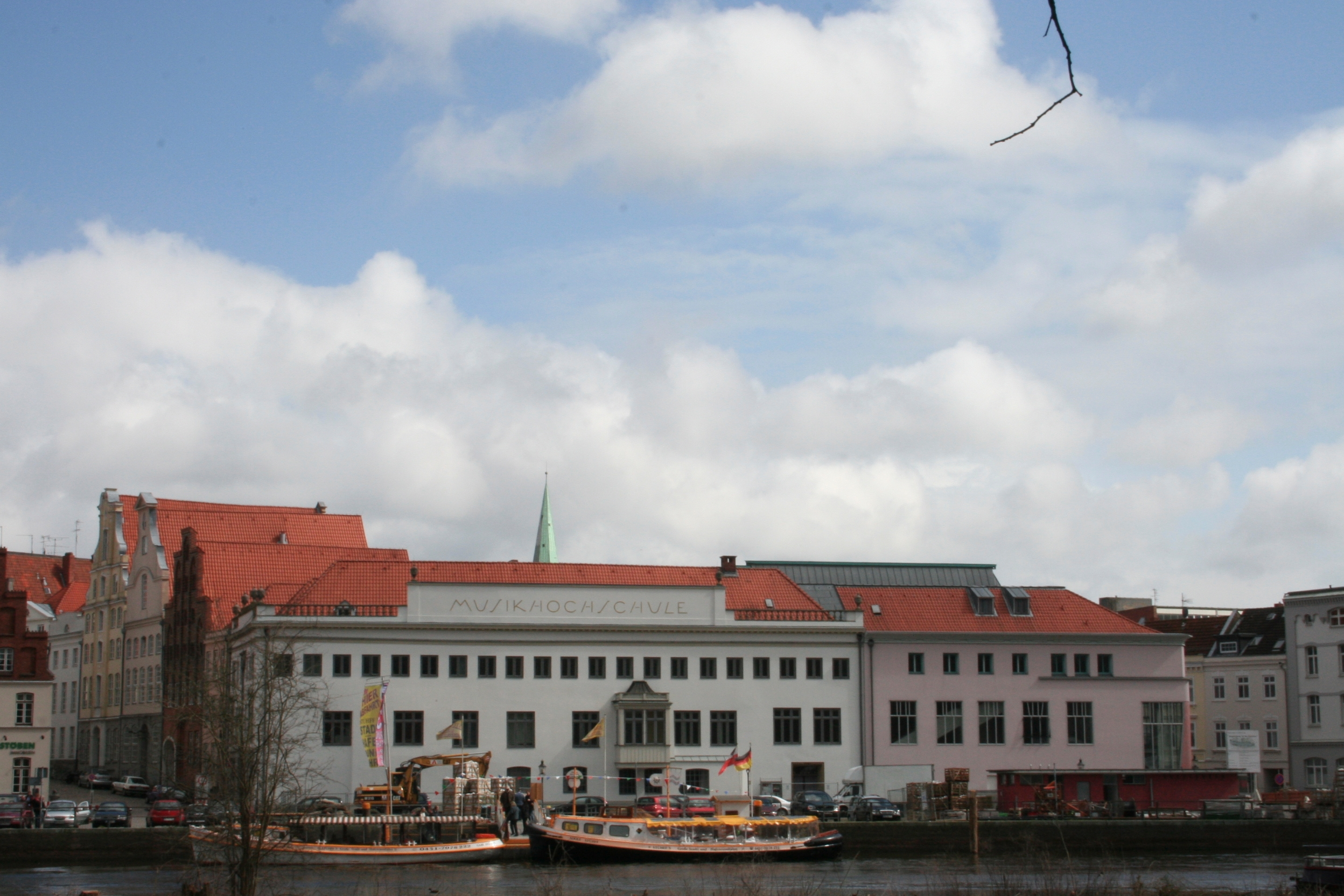
呂貝克音樂學院

呂貝克拥有著名的呂貝克大学，該大學旗下有什列斯威-霍爾斯坦大學醫學中心。和呂貝克音樂學院和吕贝克应用科技大学。

## 友好城市
- 芬兰科特卡 （1969年）
- 義大利威尼斯 （1979年）
- 美国斯波坎 （1980年）
- 德国维斯马 （1987年）
- 法國拉罗谢尔 （1988年）
- 立陶宛克莱佩达 （1990年）
- 日本川崎 （1992年）
- 瑞典維斯比 （1999年）
- 中国绍兴 （2003年）